# Даниела Деси
Даниела Деси (на италиански: Daniela Dessì) е италианска оперна певица (сопран).

## Биография
Родена е в Генуа на 14 май 1957 г. Учи пиано и оперно пеене в Консерваторията на Парма и в Академията Кигиана в Сиена.
През 1980 г. се отличава на международния конкурс „Мария Калас“, организиран от италианската телевизия RAI. Международната ѝ кариера я отвежда в най-реномираните оперни театри в света, включително в Ла Скала и в Метрополитън опера. Пее под ръководството на диригенти като Рикардо Мути, Клаудио Абадо и Джеймс Ливайн. Изпълнява главни роли от основния оперен репертоар.
Съпруга е на тенора Фабио Армилато.
Умира на 20 август 2016 в Бреша.

## Репертоар
- Норма (Норма от Белини)
- Маргарита (Мефистофел от Бойто)
- Адриана (Адриана Лекуврьор от Чилеа)
- Лукреция Борджия (Лукреция Борджия от Доницети)
- Мария Стюарда (Мария Стюарда от Доницети)
- Маддалена (Андреа Шение от Джордано)
- Федора (Федора от Джордано)
- Сесто (Джулио Чезаре в Египет от Хендел)
- Неда (Палячи от Леонкавало)
- Ирис (Ирис от Маскани)
- Вителия (Милосърдието на Тит от Моцарт)
- Дона Елвира, Дона Анна (Дон Жуан от Моцарт)
- Графинята (Сватбата на Фигаро от Моцарт)
- Антония (Хофманови приказки от Офенбах)
- Сабина (Адриано в Сирия от Перголези)
- Джоконда (Джоконда от Понкиели)
- Мими (Бохеми от Пучини)
- Чо-Чо Сан (Мадам Бътерфлай от Пучини)
- Манон Леско (Манон Леско от Пучини)
- Тоска (Тоска от Пучини)
- Лиу и Турандот (Турандот от Пучини)
- Лауретта (Джани Скики от Пучини)
- Матилда (Вилхелм Тел от Росини)
- Аида (Аида от Верди)
- Елизабета (Дон Карло от Верди)
- Елвира (Ернани от Верди)
- Алис Форд (Фалстаф от Верди)
- Луиза (Луиза Милър от Верди)
- Дездемона (Отело от Верди)
- Амелия (Симон Боканегра от Верди)
- Виолета (Травиата на Верди)
- Леонора (Трубадур от Верди)